# Alberto y Susana
Alberto y Susana fue un programa de televisión que reunió al cómico Alberto Olmedo y la actriz Susana Giménez. El show combinaba sketchs y números musicales, llevados a cabo por Susana, que imitaban a clásicos de Hollywood como Funny Girl. El programa se emitió durante 1980, por Canal 13, y sólo tuvo una temporada por bajo índice de audiencia.
Se trató del primer programa en emitirse en color por el canal 13, que junto a canal 7 inauguró la tv color el 1 de mayo de 1980 en Argentina. Entre los sketches se destacaba el que sería el antecesor de "Alvarez y Borges", donde dos actores de poca monta estaban en una sala de espera e intercambiaban opiniones sobre los métodos de Stanislavsky y Grotowsky, para, por ejemplo, finalmente recibir como oferta la animación de un cumpleaños infantil.
Rolo Puente, Adolfo García Grau, María Rosa Fugazot y Javier Portales, entre otros, acompañaban al dúo Olmedo-Gimenez. El guion era de Ángel Cortese y Víctor Sueiro.